# Icalia deficiens
Icalia deficiens är en ormstjärneart som först beskrevs av Jean Baptiste François René Koehler 1922.  Icalia deficiens ingår i släktet Icalia och familjen trådormstjärnor. Inga underarter finns listade i Catalogue of Life.